# NGC 6844
NGC 6844 é uma galáxia espiral (Sb) localizada na direcção da constelação de Pavo. Possui uma declinação de -65° 13' 44" e uma ascensão recta de 20 horas, 02 minutos e 50,0 segundos.
A galáxia NGC 6844 foi descoberta em 22 de Junho de 1835 por John Herschel.